# Спурий Лукреций Триципитин
Спурий Лукреций Триципитин (на латински: Spurius Lucretius Tricipitinus) e римски политик и първи суфектконсул на Римската република.

## Биография
Той е от патрицииския род на Лукрециите. Брат е на Тит Лукреций Триципитин.
Спурий Лукреций Триципитин е баща на Лукреция. Дъщеря му е омъжена за Луций Тарквиний Колацин. Тя е изнасилена от Секст Тарквиний, най-малкият син на седмия цар на Рим Луций Тарквиний Суперб, и се самоубива след това. Това води до изгонването на царя от Рим и началото на Римската република през 509 пр.н.е.
През 509 пр.н.е., след смъртта на консула Луций Юний Брут, Лукреций става първият суфектконсул на републиката заедно с Публий Валерий Попликола. Триципитин умира преди края на мандата си и на неговото място за консул е избран Марк Хораций Пулвил.